# Gvajak
Gvajak (znanstveno ime Guaiacum officinale) je vednozeleno drevo Srednje Amerike in nacionalni simbol Jamajke.

## Opis
Gvajak je svoje ime dobil iz staroselskega poimenovanja guaiac, ki pomeni »drevo življenja«. To drevo zraste do 10 metrov v višino, in raste zelo počasi. Krošnja drevesa je široka, veje pa so na kolencih odebeljene. 
Listi so parno deljeni in so po navadi sestavljeni iz štirih jajčastih, usnjatih, gladkih lističev, ki imajo gladek rob in so dolgi do 3 cm ter široki do 2 cm.
Cvetovi so dvospolni, drobni in združeni v goste pakobule. Barva mladih cvetov je vijolična ali modrikasta, stari cvetovi pa postanejo beli. Oplojeni svetovi se razvijejo v srčasto oblikovane plodove, v katerih je eno samo ovalno seme.

## Razširjenost in uporabnost
Gvajak je samonikel v Srednji Ameriki, vse do Venezuele in Kolumbije na jugu ter po Karibih, kjer uspeva na peščenih in suhih tleh, predvsem ob obalah. Razmnožuje se s semeni.
Les drevesa je izredno gost in trd, kar je posledica počasne rasti drevesa. Zaradi teh lastnosti ter zaradi izjemne trpežnosti se les gvajaka uporablja predvsem pri gradnji plovil. Les vsebuje tudi gvajakovo kislino in druge kisline, zaradi česar so ga včasih uporabljali v zdravilstvu. Z njim so zdravili sifilis in druge bolezni, pri tem pa so uporabljali predvsem smolo drevesa, ki ima tudi prijeten vonj.